# Gare de Stanwood
La  gare de Stanwood est une gare ferroviaire des États-Unis située dans la ville de Stanwood dans l'État de Washington.
Elle est desservie par Amtrak. C'est une gare sans personnel.

## Histoire
Elle est mise en service en 2009.

## Service des voyageurs

### Desserte
- Ligne d'Amtrak[1] :
  - Le Cascades: Eugene - Vancouver